# 勤務条件
勤務条件（きんむじょうけん）とは、公務員（国家公務員・地方公務員）が勤務する上での雇用条件である。民間企業を対象とする労働基準法に基づく労働条件に相当し、基本的に労働基準法に基づく労働条件と同じような内容となっている。

## 国家公務員
国家公務員の勤務条件については、国家公務員法（昭和22年10月21日法律第120号）に基づき人事院規則で定められている。また、人事院に対し勤務条件に関する行政措置の要求（国家公務員法第86条〜第88条）が認められている。

## 地方公務員
地方公務員の勤務条件については、地方公務員法（昭和25年12月13日法律第261号）、地方教育行政の組織及び運営に関する法律（昭和31年6月30日法律第162号）などの規定に基づき条例で定めることとなっている。また、人事委員会または公平委員会に対し勤務条件に関する措置の要求（地方公務員法第46条〜第48条）ができるようになっている。